# Raja maderensis
Raja maderensis es una especie de pez de la familia de los Rajidae en el orden de los Rajiformes.

## Morfología
Los machos pueden llegar a alcanzar los 85 cm de longitud total.

## Reproducción
Es ovíparo y las hembras ponen huevos envueltos en una cápsula córnea.

## Alimentación
Come animales bentónicos.

## Hábitat
Es un pez de mar y de aguas profundas que vive hasta los 500 m de profundidad.

## Distribución geográfica
Se encuentra en el océano Atlántico oriental; es un endemismo de Madeira.

## Observaciones
Es inofensivo para los humanos.